# Cézanne i jo
Cézanne i jo (títol original: Cézanne et moi) és una pel·lícula dramàtica biogràfica francesa del 2016 basada en l'amistat entre el novel·lista del segle xix Émile Zola i el pintor Paul Cézanne. La pel·lícula va ser escrita i dirigida per Danièle Thompson, i protagonitzada per Guillaume Canet, Guillaume Gallienne, Alice Pol, Déborah François i Sabine Azéma. Va ser nomenada com una de les quatre pel·lícules de la llista final per a la presentació francesa per al premi Oscar a la millor pel·lícula en llengua estrangera a la 89a edició dels premis. S'ha doblat al català.

## Repartiment
- Guillaume Canet com a Émile Zola
  - Lucien Belves com a Émile Zola de jove
- Guillaume Gallienne com a Paul Cézanne
  - Hugo Fernandez com a Paul Cézanne de jove
- Alice Pol com a Alexandrine Zola
- Déborah François com a Hortense Cézanne
- Sabine Azéma com a Elisabeth Cézanne
- Gérard Meylan com a Louis-Auguste Cézanne
- Isabelle Candelier com a Emilie Zola
- Freya Mavor com a Jeanne
- Laurent Stocker com a Ambroise Vollard
- Pierre Yvon com a Baptistin Baille
  - Jérémy Nebot com a Baptistin Baille de jove
- Félicien Juttner com a Guy de Maupassant
- Flore Babled com a Angèle Baille
- Romain Cottard com a Camille Pissarro
- Alexandre Kouchner com a Auguste Renoir
- Romain Lancry com a Anchille Emperaire
- Nicolas Gob com a Édouard Manet
- Christian Hecq com a Père Tanguy
- Sophie de Fürst com a Berthe
- Patrice Tepasso com a Frédéric Bazille